# 國民革命軍陸軍第二十七軍
國民革命軍陸軍第二十七軍是國民革命軍曾使用的軍事組織，最初為地方軍閥所使用的代號，在經過損失後逐漸成為中央軍系部隊。

## 直系皖军時代
國民革命軍北伐期間，效忠孫傳芳的安徽陸軍第三混成旅在北伐軍攻入安徽省後表達投誠改編的意願，在民國十六年（1927）3月更名為國民革命軍第二十七軍，軍長陳調元、副軍長王普。原先該旅下屬的3個團也被更名為師，二十七軍隨後被編入國民革命軍第3路軍。但在第一期北伐結束後，由新桂系主導的南京國民政府開始整併投降部隊，原先規模就不大的二十七軍在10月1日撤銷，部隊被縮編為國民革命軍獨立第3師，師長徐琏。4天後的10月5日，又遭到新桂系国民革命军第七军在南京下关缴械收编，獨立第3師遭到消滅。

## 中央系鄂軍時代
在第一期北伐後，南京國民政府與武漢國民政府曾一度對立，位於湖北省，由清朝湖北新軍系統軍人夏斗寅所指揮的國民革命軍獨立第14師因為支持南京與武漢政府對抗，在民國十六年5月17日被蔣中正拔擢擴編為國民革命軍新編第十軍，新十軍在民國十七年（1928）7月更名為國民革命軍第二十七軍，為國民政府第二次啟用此番號。
此時的二十七軍軍長夏斗寅，副軍長佘式谷，参谋长朱懷冰。下轄國民革命軍第63師（師長萬耀煌）、國民革命軍第66師（師長張森），性質上屬於中央軍系統的湖北派部隊。但該軍隨著第二期北伐結束後啟動的軍隊編遣計畫撤廢，在民國十七年年底部隊改名為國民革命軍第13師，師長仍由夏斗寅出任，63師改編為國民革命軍第37旅、66師改編為國民革命軍第38旅。後13師再次擴軍改制為國民革命軍第十三軍，與二十七軍即無關係。

## 中央系鎮嵩軍時代
中原大戰期間，南京政府成功收買了原先與閻錫山合作的镇嵩军部隊，該部隊規模龐大，一部分成為國民革命軍第十五軍，與劉鎮華親近的核心武力則在民國十九年（1930）9月改編為國民革命軍第二十七軍，軍長王振，轄第1、第2师。諷刺的是南京政府所屬部隊不清楚敵軍遭到收編的事情，因此在10月由其它地方軍閥收編的國民革命軍第十軍（軍長徐源泉）在平漢鐵路遭遇時與該軍交戰，並擊斃了王振軍長，吸收該部隊。此番號在中原大戰結束後再度撤銷。

## 中央系湘軍時代
為了對付盤踞在華南一帶的中國共產黨軍隊，民國二十年（1931）6月，南京國民政府重新啟用二十七軍番號，軍長由湖南系將領李雲傑擔任、副軍長任命的也是湖南籍將領許克祥。
二十七軍下屬部隊原先有國民革命軍第50師（師長譚道源）、國民革命軍獨立第3師（師長何鍵兼任），後續50師改名為國民革命軍第23師（師長為軍長李雲傑兼任）、獨3師更名為國民革命軍第24師（師長副軍長許克祥兼任），隶属“剿匪第六路军”，投入江西剿共戰爭，麾下部隊參加第二次江西剿共戰爭、第三次江西剿共戰爭。民國二十二年（1933）副軍長一職由戴岳接任，但戴岳未曾述職屢新。民國二十三年（1934）10月中央红军开始长征后，该军参加了对长征红军的追击与堵截作战，以及对湘鄂川黔红军第二、第六军团围剿作战。
民國二十三年（1934）底，李雲傑軍長罹病無法指揮部隊，23師師長由李必蕃接任。民國二十四年（1935）1月，李雲傑因病解任，由刘兴继任军长。同年年底24師調由國民革命軍第三十七軍運用，缺額由國民革命軍第46師（師長戴嗣夏）補充，二十七軍隨著追擊工農紅軍轉移，劉興因此兼任湘粤赣边区绥靖公署主任，驻剿项英、陈毅等南方红军游击队。
民國二十六年（1937）7月抗戰爆發，二十七軍在9月份轉移到上海戰場，所屬46師在9月初投入淞滬會戰納入國民革命軍第七十一軍運用，脫離部隊指揮鏈，23師佈署在津浦铁路北段編入第六战区。9月13日，劉興升任第十五军团司令官兼第二十七军军长，指揮國民革命軍第102師（師長柏辉章，黔军第2师改编）、國民革命軍第103師（師長何知重，黔军系統）、國民革命軍第53師（湘軍系統，原隸屬國民革命軍第十六軍），國民革命軍第23師。
淞滬會戰後，23師在徐州會戰期間佈署在山東省阻滯日軍南下，遭到日軍重創，師長李必蕃於5月14日殉職，由於二十七軍的原編制部隊在民國二十七年（1938）初陸續已失去戰力，劉興的軍長職務也在同年4月免職。

## 中央軍系時代
1938年5月以在淞沪会战中损失惨重的国民革命军第三十七军、国民革命军第三十九军殘部重編入第二十七军。隶属第一战区。在民國二十七年5月重整的二十七軍將原先臨時納編的部隊歸建，同時收容的不僅是松滬會戰的殘軍，軍事委員會後來將國民革命軍第36師，由教導總隊殘部與新兵團合組的國民革命軍第46師撥入二十七軍，此時下屬的3個師都已非地方軍系部隊，該軍不只是中央軍系，而且大部分還是戰鬥能力較好的中央軍系部隊。
- 军长桂永清
- 副军长李树森
- 第24师：原三十七軍部隊，师长李英。隨後抽離編入国民革命军第七十六军。
- 第36师：1938年5月拨归该军。师长蒋伏生
- 第46师：教導總隊殘部與總隊新兵團合組，师长李良榮
- 第61师：抗戰前為國民革命軍第2師獨立旅，松滬會戰後改組擴編，师长钟松

组建后5月中旬车运豫东，投入兰封会战，奉命坚守砀山、商丘一线，阻击由徐州沿陇海路西进的日军：
- 李良荣第46师置于兰封城以东正面阵地作为生力军准备协助友军向陇海线上之敌反推。5月19日夜该军下令第46师向人和集、内黄方向进攻，至20日晨该师开始动作，遭遇敌军大部队的阻击不得进展，当晚第14师团以丰岛支队（步兵第27旅团）主力向兰封当面守军猛扑，第46师停止进攻后转向东岗头、毛姑寨一带阵地拒止该敌西进，双方部队缠斗两个昼夜伤亡均重。
- 钟松第61师防守兰封以南孟皎集、马集一带阵地确保兰封附近的军主力侧翼。22日夜7时许日军突破了第61师的马集阵地并迅速佔领孟皎集进至罗王车站
- 以临时归属该军指挥的龙慕韩第88师、沈克第106师防御兰封城及罗王车站等据点

22日晚9时令第46、61、106各师向兰封以南阳堌集一带转移稍事整补，当日深夜第88师放弃兰封县城，日军骑兵第18联队占领该地。5月23日午后，桂永清与友军官长商议后决定以46、106师向兰封县城反攻。5月24日拂晓第46师一部击溃兰封车站之敌并展开攻城，而位于该师两翼韩庄、许楼一带的88师、106师各一部则遭遇日军第2联队的猛烈反击败下阵来，第46师独力据守车站数个小时于当日夜里突围，其所屬之138旅旅长馬威龍阵亡。5月29日136旅旅長李昌齡重傷後送。
兰封会战期間二十七軍損失巨大，因军长桂永清指挥不力，1938年7月2日军长桂永清和第46师师长李良荣被撤职。第27军被并入國民革命軍第十七軍團，軍團長胡宗南兼任该军军长一职，36師歸建國民革命軍第七十一軍，同時撥編入七十一軍的尚有在會戰表現差強人意的61師。由於在編入十七軍團時二十七軍僅剩46師，因此胡宗南將國民革命軍第45师（师长戴权民）和國民革命軍預備第8師（师长凌兆尧）编入该军補充缺額。
- 军长胡宗南
- 第45师，师长刘进（1937.11-1940.6）/李用章（1940.6-1942.4）/胡长青（1942.4-1946.12）
- 第46师：师长黄祖埙（1938.7-1942.10）/苏秋若（1942.10-1943.7）/刘裕经（1943.7-1943.12）/李日基（1943.12-）/李奇亨
- 预备第8师：师长陳素農

1938年10月份参与了武汉会战信罗战役第二阶段作战，第46师于信阳失陷之际负责掩护友军撤退受到嘉奖，之后调往陕西进行整补。民國二十八年（1939），胡宗南將軍長一職交由范傑漢。武漢會戰後，二十七軍的軍部設於山西省陵川縣安陽村，並由第一戰區指揮部隊作戰。二十七軍以河津北部八十盘山区作为根据地与汾河两岸万泉、荣河、河津之日军步兵第78联队、骑兵第28联队以及蒙疆军一部战斗数十次，毙伤敌伪200馀。 
为增强第二战区1939年夏季攻势，由第十战区抽精锐军到第一战区归卫立煌指挥。1939年5月下旬范汉杰率领从洛阳渡过黄河北上进入晋东南，划归庞炳勋第24集团军指挥，负责向长治、长子附近之敌进攻。参加了1939年冬季攻势作战，1939年的9月、10月、12月间数度向长子发起进攻，12月4日该军一部诱使长子城内之敌出城，于石哲镇附近设伏毙敌百馀并向长子县城追击，12月21日第45师一部突入县城北门与敌第36师团一部展开巷战，一部克复岚水村持续进攻鲍店之敌并攻佔该镇大半。1940年元旦，长治之敌主力5000人再向长子方面增援被该军击溃，两军对垒之势渐趋沉寂。1940年2月份该军移驻壶关、陵川一带。1940年4月份参加豫晋交通作战，在陵川附近与第36师团数次交锋，毙伤敌军200馀人。1940年5月份该军向晋城附近守敌发起进攻，攻克城郊数处据点。1940年6月份河津、乡宁之第37师团和第41师团向晋东南增援反扑，6月20日该军停止攻击向陵川转进。1940年8月下旬第一战区决定趁晋东南之敌大部北上之机反攻夺取晋城以及附近要点，8月21日该军向白晋公路积极动作，9月13日攻入晋城市区与敌巷战，未久遇敌反扑转出城郊。9月14日晚，晋东南回援之敌千馀人进至泊村，乘夜沿公路向王台铺、临泽村突击，晋城城关及东郊之敌乘机反扑，王台铺、临泽村失守，翌日晨第27军主力兵分多路击溃敌军恢复王台铺、临泽村阵地复向晋城方面突进，惟敌据坚固守，我兵器窳劣，攻击难有进展，双方对峙至22日，长治之敌一部3000馀人向陵晋大道增援反扑，第27军主力与敌纠缠一个礼拜，于29日撤返陵川驻地，是役第27军伤亡数千人。1940年11月下旬公路沿线之敌进犯陵川，该军第46师在陵川以北马家庄附近伏击并重创了敌军一支数百人的辎重部队。
1941年2月下旬，第35师团和第36师团集结重兵向陵川方向第27军主力进行扫荡，激战数日后该军于3月9日放弃县城进行游击，15日敌军撤出陵川县城，27军扫清附近山地之敌重新进入当地。1941年5月晋南中条山会战爆发，该军奉命策应友军作战，不断向陵晋大道沿线进行破袭，试图从敌军侧翼打开突破口与中条山区守军取得联系，遭到敌人强大兵力的严密拦截未奏功效。
1942年1月二十七军轉調國民革命軍第二十四集團軍（司令官庞炳勋），范汉杰軍長升遷轉調國民革命軍第三十四集團軍副司令，職缺由副军长刘进接任。
1942年1月，涉县、长治、潞城、晋城等处敌人共计调集步、骑、炮2万馀众，兵分多路向陵川推进，该军以第45师、预备第8师转向外线壶关、潞城不断对敌进行袭扰诱使敌人向南追击，第46师则集结于陵川东北山地聚歼一部南进之敌，迫使敌人的扫荡无功而返；1942年5月11日归该军指挥的范龙章纵队突入高平县城，完成任务后撤出。1942年6月份晋、豫敌伪再次集中兵力向陵川附近第24集团军主力进行扫荡，第27军采取避敌锋芒的策略转入太行山区，敌于20日再陷陵川，军参谋长谭天觉被俘遇难。但未能按照计划捕捉第27军主力进行决战，乃于8月4日再度撤离陵城，我遂恢复陵川附近旧有态势
1943年4月中敌伪集结了34个大队5万馀人的兵力发动春季太行作战，意图彻底拔除国军在太南地区的前进基地，第27军面对十路之敌10000馀人的逼近进行了象征性的抵抗，于4月30日放弃陵川县城，进入太行山区伺机复出。1943年5月下旬，孙殿英、庞炳勋公开投敌，第40军残部准备向南面第一战区控制的黄河渡口突围，第27军派陈孝强预8师欲接应该军南下途中遭遇敌人的拦击而撤返。1943年7月份，敌在陵川附近的兵力有减少，军长刘进决定穿过敌区再次建立南太行根据地，预8师一度击溃敌人克复陵川县城，敌军得到消息后再度进行拉网式扫荡，于10日开始攻击并迅速分割27军部队，军长刘进为拖延敌人争取南撤时间派部下与敌进行会谈，此事直接导致预8师师长陈孝强与刘进发生分歧率部往沁水方向撤退，于13日行至固县一带遭遇伪军某部和第224联队的夹击全军覆没，陈孝强本人伤重昏迷遭到俘虜，隨後投降，45、46师亦在敌人的封锁之下全军失去战力。
1943年7月下旬刘进抛弃部队化装逃往河南。1943年8月该军转至济源以西，改隶属第八战区副司令长官胡宗南指挥。10月初第45师师部少数人随第135团余部渡过黄河，二十七軍最後可集結的部隊仅有280人。
1944年1月周士冕替換劉進担任二十七軍军军长。1944年4月，二十七軍隶属第三十六集团军。1944年5月份参与豫中会战，与佔领洛宁、长水之敌一部激战于十八盘天险，挫败敌军南北两路会攻卢氏的计划并协助第九军收复卢氏县城。去河南灵宝收容溃败的马法五第四十军、刘戡第36集团军、孙蔚如第4集团军的败兵。
1945年1月，二十七軍調入第一战区運用。周士冕改任联勤总部第7补给区司令，原国民革命军第十六军副军长谢辅三升任该军军长。二十七軍所轄部隊在轉調第一戰區後遭拆散，45師移編給國民革命軍第五軍、預備第8師編給国民革命军暂编第五军，46師撤銷番號作為新兵教導師使用。胡宗南調入了國民革命軍第47師、國民革命軍暫編第4師（原国民革命军暫編第四軍所轄，該軍在三十四年遭撤裁）、國民革命軍暫編第64師補充部隊，軍部驻防河南省淅川。
- 第47师，师长李奇亨，驻防河南西峡；
- 暂编第4师，师长马雄飞，驻防湖北谷城；
- 暂编第64师：豫军。师长别光汉，驻防陕西蓝田；

二十七軍参与了1945年3月份开始的豫西鄂北会战，在5月份魁门关以北的马头寨、山井眼战斗之中重挫了敌第110师团一部并乘势追击攻克老灌河上游的黄龙庙沟、雷震寺、九条岭等据点，一度攻击至西峡口城外十馀里的黄石店，尔后第二十七军接替调往淅荆公路整训的第78、85军，部队控制于丁河店、魁门关线上与敌对峙直至抗战结束。

## 國共內戰
1946年2月，二十七军隶属第國民革命軍第三十一集团军，驻防河南荥阳；谢辅三调任郑州警备司令，第九十军第28师师长王应遵升任该军军长，李洁、林英、张信成任副军长。
- 第31师（暂编第4师改称），马雄飞任师长，驻防西安；
- 第47师，李奇亨任师长，驻防河南汜水；
- 第49师（暂编第64师改称），李守正任师长，驻防河南修武。

1946年上半年第二十七军改编为陸軍整编第27师
- 师长王应遵
- 副师长陈子坚、张信成
- 整编第31旅：旅长李纪云
- 整编第47旅
- 整编第49旅：该旅加强了炮兵、装甲兵和工兵分队，装备日式坦克与美式火炮，改编为第二快速纵队，留在豫北战场由整编第二十六军直接指挥。旅长兼第二快速纵队指挥官李守正。

整编第27师率整编第31旅、整编第47旅调晋南战场。1946年7月中旬闻夏战役中，被晋冀鲁豫野战军第四纵队第四纵队集中第10旅全部、第11旅1个团、第13旅2个团，由第10旅旅长周希汉率领，准备在夏县胡张镇、堰掌镇（今埝掌镇）一带歼灭右翼突出的整27师第31旅。7月13日夜，晋冀鲁豫野战军以突然动作猛攻夏县胡张镇、朱林等地，歼整27师第31旅直属队及第91团全部。7月14日，晋冀鲁豫野战军继续向夏县如意、下晃及闻喜县赵家庄等地攻击，歼整27师第31旅第92团。至此，第31旅全部被歼，仅旅长刘钊铭、第91团团长李国培、第92团团长李际春等少数逃脱。7月16日，中共中央军委向各中央局、各军区通报陈赓部集中兵力、各个歼敌的作战经验：“此次阎军万余，胡宗南第一、第二十七两军（整1师、整27师）五万余向我晋南解放区进攻。我陈赓纵队现已开始作战，采取集中主力打敌一部、各个击破之方针，取得两次胜利。我各地作战亦应采取此种方法，每次集中大力打敌一部，其比例应为三对一，最好是四对一，以求必胜，各个击破敌人。望将此种战法普遍教育团级以上将领，是为至要。” 
1947年3月延安进攻战役、1947年3月青化砭战役，西北野战兵团歼灭之整31旅直属队和第92团全部，旅长李纪云以下2993人无一漏网，其中毙伤敌400，俘2593人，缴获步机枪子弹6万余发，西野伤亡265人，伤亡比为11.29比1。“战斗时间短，子弹消耗少，缴获多”。国军战史记载：“整三十一旅经一个多小时激战，即全军覆灭，旅长李纪云、少将副旅长周贵昌、少将参谋长熊宗继、团长谢养民均被匪所执，其能突围而出官兵，尚不足二百人，殊为陕北扫荡一次严重之失利”。青化砭战役后，重建整编第31旅，张汉初任旅长。
在豫北战役中，1947年4月16日至18日该师整编第49旅（即第二快速纵队）驰援汤阴县，被晋冀鲁豫野战军第三纵队全歼，俘虏少将旅长兼第二快速纵队指挥官李守正、少将副旅长兼第二快速纵队副指挥官蒋铁雄、少将副旅长袁峙山以下3400人，毙伤第116团团长郭小英以下1500余人。
1947年7月，该师隶属董钊整编第一军。1948年初，该师改隶刘戡整编第二十九军。在宜（川）瓦（子街）战役中，该整编师师部、整编第31旅、整编第47旅被西野全歼。整编师长王应遵被俘后逃出。少将副师长李奇亨被俘。少将旅长周由之、李达阵亡。
战后，该整编师重建：
- 师长刘超寰（黄埔四期，原整编第1师副师长）
- 整编第31旅旅长刘孟廉
- 整编第47旅旅长乐典

1948年9月，国民党军各整编师恢复军的番号。该师恢复第二十七军番号，隶属第十九绥靖区。刘超寰任军长，下辖第31、第47师。1948年12月，该军隶属第五兵团，刘超寰改任第三十六军军长，第十六军军长李正先调任该军军长，辖第31、第47师。
1949年12月该军在西南战役突围西逃作战中被解放军全歼。